# Oecetis tsudai
Oecetis tsudai är en nattsländeart som beskrevs av Fischer 1970. Oecetis tsudai ingår i släktet Oecetis och familjen långhornssländor. Inga underarter finns listade i Catalogue of Life.